# Driedaagse van De Panne-Koksijde 2012
De 36e editie van de Driedaagse van De Panne-Koksijde werd verreden van dinsdag 27 tot en met donderdag 29 maart 2012 in de Belgische provincies Oost- en West-Vlaanderen. De wedstrijd maakt deel uit van de Vlaamse Wielerweek en van de UCI Europe Tour 2012. Deze wielerkoers wordt door veel renners gereden ter voorbereiding op de Ronde van Vlaanderen.

## Deelnemende ploegen
Er namen 24 ploegen deel van elk acht renners.
| ProTeam                                                                                     | ProTeam                                                             | Professioneel continentaal                                                                            | Professioneel continentaal                                                                              | Professioneel continentaal                                                                     |
| RadioShack-Nissan-Trek Lotto-Belisol Omega Pharma-Quick Step Vacansoleil-DCM Team Katjoesja | Astana Pro Team Lampre-ISD GreenEdge FDJ-BigMat Liquigas-Cannondale | Topsport Vlaanderen-Mercator Accent.Jobs-Willems Veranda's Landbouwkrediet Project 1T4I-Felt Europcar | Colnago-CSF Bardiani Team NetApp Farnese Vini–Selle Italia Spidertech Powered by C10 Team Type 1-Sanofi | Acqua & Sapone Unitedhealthcare Pro Cycling Team Team RusVelo Champion System Pro Cycling Team |

## Etappe-overzicht
| etappe | datum    | start       | finish     | afstand       | winnaar            | klassementsleider  |
| ------ | -------- | ----------- | ---------- | ------------- | ------------------ | ------------------ |
| 1e     | 27 maart | Middelkerke | Oudenaarde | 201,6 km      | Peter Sagan        | Peter Sagan        |
| 2e     | 28 maart | Zottegem    | Koksijde   | 216,1 km      | Marcel Kittel      | Alexander Kristoff |
| 3e A   | 29 maart | De Panne    | De Panne   | 112,1 km      | Alexander Kristoff | Alexander Kristoff |
| 3e B   | 29 maart | De Panne    | De Panne   | 14,7 km (ITT) | Sylvain Chavanel   | Sylvain Chavanel   |

## Uitslagen

### 1e etappe
| Middelkerke – Oudenaarde (201,6 km) |                     |                              |          |
| Plaats                              | Naam                | Ploeg                        | Tijd     |
| Winnaar                             | Peter Sagan         | Liquigas-Cannondale          | 4u33'41" |
| 2                                   | Jacopo Guarnieri    | Astana Pro Team              | z.t.     |
| 3                                   | Fabio Sabatini      | Liquigas-Cannondale          | z.t.     |
| 4                                   | Alexander Kristoff  | Team Katjoesja               | z.t.     |
| 5                                   | Elia Favilli        | Farnese Vini-Neri Sottoli    | z.t.     |
| 6                                   | Marcel Sieberg      | Lotto-Belisol                | z.t.     |
| 7                                   | Baptiste Planckaert | Landbouwkrediet              | z.t.     |
| 8                                   | Tom Van Asbroeck    | Topsport Vlaanderen-Mercator | z.t.     |
| 9                                   | Jawhen Hoetarovitsj | FDJ-BigMat                   | z.t.     |
| 10                                  | Sébastien Turgot    | Team Europcar                | z.t.     |
|                                     |                     |                              |          |
| 24                                  | Tom Stamsnijder     | Project 1T4I-Felt            | z.t.     |

| Tussenstand |                     |                              |          |
| Plaats      | Naam                | Ploeg                        | Tijd     |
| Witte trui  | Peter Sagan         | Liquigas-Cannondale          | 4u33'31" |
| 2           | Jacopo Guarnieri    | Astana Pro Team              | +4"      |
| 3           | Fabio Sabatini      | Liquigas-Cannondale          | +6"      |
| 4           | Alexander Kristoff  | Team Katjoesja               | +7"      |
| 5           | Elia Favilli        | Farnese Vini-Neri Sottoli    | +10"     |
| 6           | Marcel Sieberg      | Lotto-Belisol                | z.t.     |
| 7           | Baptiste Planckaert | Landbouwkrediet              | z.t.     |
| 8           | Tom Van Asbroeck    | Topsport Vlaanderen-Mercator | z.t.     |
| 9           | Jawhen Hoetarovitsj | FDJ-BigMat                   | z.t.     |
| 10          | Sébastien Turgot    | Team Europcar                | z.t.     |
|             |                     |                              |          |
| 24          | Tom Stamsnijder     | Project 1T4I-Felt            | z.t.     |

### 2e etappe
| Zottegem – Koksijde (216,1 km) |                       |                              |          |
| Plaats                         | Naam                  | Ploeg                        | Tijd     |
| Winnaar                        | Marcel Kittel         | Project 1T4I-Felt            | 4u51'16" |
| 2                              | Alexander Kristoff    | Team Katjoesja               | z.t.     |
| 3                              | Boy van Poppel        | Unitedhealthcare Pro Cycling | z.t.     |
| 4                              | Kenny van Hummel      | Vacansoleil-DCM              | z.t.     |
| 5                              | André Greipel         | Lotto-Belisol                | z.t.     |
| 6                              | Jacopo Guarnieri      | Astana Pro Team              | z.t.     |
| 7                              | Sébastien Turgot      | Team Europcar                | z.t.     |
| 8                              | André Schulze         | Team NetApp                  | z.t.     |
| 9                              | Saïd Haddou           | Team Europcar                | z.t.     |
| 10                             | Aleksandr Serebrjakov | Team Type 1-Sanofi           | z.t.     |
|                                |                       |                              |          |
| 17                             | Baptiste Planckaert   | Landbouwkrediet              | z.t.     |

| Tussenstand |                     |                              |          |
| Plaats      | Naam                | Ploeg                        | Tijd     |
| Witte trui  | Alexander Kristoff  | Team Katjoesja               | 9u24'51" |
| 2           | Jacopo Guarnieri    | Astana Pro Team              | z.t.     |
| 3           | Maciej Bodnar       | Liquigas-Cannondale          | +1"      |
| 4           | Fabio Sabatini      | Liquigas-Cannondale          | +2"      |
| 5           | Steve Chainel       | FDJ-BigMat                   | +4"      |
| 6           | Sébastien Turgot    | Team Europcar                | +6"      |
| 7           | Elia Favilli        | Farnese Vini-Neri Sottoli    | z.t.     |
| 8           | Baptiste Planckaert | Landbouwkrediet              | z.t.     |
| 9           | Tom Van Asbroeck    | Topsport Vlaanderen-Mercator | z.t.     |
| 10          | Egidijus Juodvalkis | Landbouwkrediet              | z.t.     |
|             |                     |                              |          |
| 24          | Lieuwe Westra       | Vacansoleil-DCM              | z.t.     |

### 3e etappe A
| De Panne – De Panne (112,1 km) |                     |                              |          |
| Plaats                         | Naam                | Ploeg                        | Tijd     |
| Winnaar                        | Alexander Kristoff  | Team Katjoesja               | 2u22'58" |
| 2                              | André Schulze       | Team NetApp                  | z.t.     |
| 3                              | Kenny van Hummel    | Vacansoleil-DCM              | z.t.     |
| 4                              | Francesco Chicchi   | Omega Pharma-Quick Step      | z.t.     |
| 5                              | Daniele Colli       | Team Type 1-Sanofi           | z.t.     |
| 6                              | Davide Cimolai      | Lampre-ISD                   | z.t.     |
| 7                              | Jacopo Guarnieri    | Astana Pro Team              | z.t.     |
| 8                              | Michael Van Staeyen | Topsport Vlaanderen-Mercator | z.t.     |
| 9                              | Jawhen Hoetarovitsj | FDJ-BigMat                   | z.t.     |
| 10                             | Saïd Haddou         | Team Europcar                | z.t.     |

| Tussenstand |                     |                              |           |
| Plaats      | Naam                | Ploeg                        | Tijd      |
| Witte trui  | Alexander Kristoff  | Team Katjoesja               | 11u47'43" |
| 2           | Jacopo Guarnieri    | Astana Pro Team              | +6"       |
| 3           | Maciej Bodnar       | Liquigas-Cannondale          | +7"       |
| 4           | Steve Chainel       | FDJ-BigMat                   | +10"      |
| 5           | Elia Favilli        | Farnese Vini–Selle Italia    | +12"      |
| 6           | Jawhen Hoetarovitsj | FDJ-BigMat                   | z.t.      |
| 7           | Tom Van Asbroeck    | Topsport Vlaanderen-Mercator | z.t.      |
| 8           | Sébastien Turgot    | Team Europcar                | z.t.      |
| 9           | Egidijus Juodvalkis | Landbouwkrediet-Euphony      | z.t.      |
| 10          | Valentin Iglinski   | Astana Pro Team              | z.t.      |
|             |                     |                              |           |
| 19          | Lieuwe Westra       | Vacansoleil-DCM              | z.t.      |

### 3e etappe B
| De Panne – De Panne (individuele tijdrit over 14,7 km) |                          |                         |        |
| Plaats                                                 | Naam                     | Ploeg                   | Tijd   |
| Winnaar                                                | Sylvain Chavanel         | Omega Pharma-Quick Step | 17'49" |
| 2                                                      | Lieuwe Westra            | Vacansoleil-DCM         | +4"    |
| 3                                                      | Svein Tuft               | GreenEdge               | +17"   |
| 4                                                      | Niki Terpstra            | Omega Pharma-Quick Step | +18"   |
| 5                                                      | Maciej Bodnar            | Liquigas-Cannondale     | +19"   |
| 6                                                      | Jesse Sergent            | RadioShack-Nissan-Trek  | +22"   |
| 7                                                      | Tomas Vaitkus            | GreenEdge               | +31"   |
| 8                                                      | Luke Durbridge           | GreenEdge               | +32"   |
| 9                                                      | Guillaume Van Keirsbulck | Omega Pharma-Quick Step | +38"   |
| 10                                                     | Stijn Devolder           | Vacansoleil-DCM         | +39"   |

## Eindklassementen
| Plaats     | Naam             | Ploeg                   | Tijd      |
| ---------- | ---------------- | ----------------------- | --------- |
| Witte trui | Sylvain Chavanel | Omega Pharma-Quick Step | 12u05'44" |
| 2          | Lieuwe Westra    | Vacansoleil-DCM         | +4"       |
| 3          | Maciej Bodnar    | Liquigas-Cannondale     | +14"      |
| 4          | Svein Tuft       | GreenEdge               | +17"      |
| 5          | Niki Terpstra    | Omega Pharma-Quick Step | +18"      |
| 6          | Jesse Sergent    | RadioShack-Nissan-Trek  | +22"      |
| 7          | Luke Durbridge   | GreenEdge               | +32"      |
| 8          | Stijn Devolder   | Vacansoleil-DCM         | +39"      |
| 9          | Markel Irizar    | RadioShack-Nissan-Trek  | +51"      |
| 10         | Sébastien Turgot | Team Europcar           | +55"      |

| Plaats      | Naam                | Ploeg                   | Punten |
| ----------- | ------------------- | ----------------------- | ------ |
| Groene trui | Alexander Kristoff  | Team Katjoesja          | 42     |
| 2           | Jacopo Guarnieri    | Astana Pro Team         | 32     |
| 3           | Kenny van Hummel    | Vacansoleil-DCM         | 22     |
|             |                     |                         |        |
| 14          | Baptiste Planckaert | Landbouwkrediet-Euphony | 9      |

| Plaats    | Naam               | Ploeg                         | Punten |
| --------- | ------------------ | ----------------------------- | ------ |
| Rode trui | Tosh Van der Sande | Lotto-Belisol                 | 31     |
| 2         | Brian Vandborg     | Spidertech Powered by C10     | 21     |
| 3         | Andy Cappelle      | Accent.Jobs-Willems Veranda's | 17     |
|           |                    |                               |        |
| 4         | Ronan van Zandbeek | Project 1T4I-Felt             | 16     |

| Plaats      | Naam               | Ploeg                         | Punten |
| ----------- | ------------------ | ----------------------------- | ------ |
| Blauwe trui | Andy Cappelle      | Accent.Jobs-Willems Veranda's | 9      |
| 2           | Maciej Bodnar      | Liquigas-Cannondale           | 5      |
| 3           | Andrea Di Corrado  | Colnago-CSF Bardiani          | 3      |
|             |                    |                               |        |
| 6           | Ronan van Zandbeek | Project 1T4I-Felt             | 2      |

| Plaats | Ploeg                   | Tijd      |
| ------ | ----------------------- | --------- |
|        | Omega Pharma-Quick Step | 36u18'08" |
| 2      | GreenEdge               | +24"      |
| 3      | RadioShack-Nissan-Trek  | +1'01"    |

1977 · 1978 · 1979 · 1980 · 1981 · 1982 · 1983 · 1984 · 1985 · 1986 · 1987 · 1988 · 1989 · 1990 · 1991 · 1992 · 1993 · 1994 · 1995 · 1996 · 1997 · 1998 · 1999 · 2000 · 2001 · 2002 · 2003 · 2003 · 2004 · 2005 · 2006 · 2007 · 2008 · 2009 · 2010 · 2011 · 2012 · 2013 · 2014 · 2015 · 2016 · 2017 · 2018 · 2019 · 2020 · 2021 · 2022 · 2023 · 2024

Lijst van beklimmingen
Etappewedstrijden

 Ster van Bessèges · 
 Ronde van de Middellandse Zee · 
 Ruta del Sol · 
 Ronde van de Algarve · 
 Ronde van de Haut-Var · 
 Driedaagse van West-Vlaanderen · 
 Internationale Wielerweek · 
 Internationaal Wegcriterium · 
 Driedaagse van De Panne-Koksijde · 
 Ronde van de Sarthe · 
 Ronde van Trentino · 
 Ronde van Turkije · 
 Ronde van Asturië · 
 Vierdaagse van Duinkerke · 
 Ronde van Azerbeidzjan · 
 Szlakiem Grodòw Piastowskich · 
 Ronde van Castilië en León · 
 Ronde van Picardië · 
 Ronde van Noorwegen · 
 World Ports Classic · 
 Ronde van Beieren · 
 Ronde van België · 
 Tour des Fjords · 
 Ronde van Estland · 
 Ronde van Luxemburg · 
 Boucles de la Mayenne · 
 Ster ZLM Toer · 
 Ronde van Slovenië · 
 Route du Sud · 
 Ronde van Oostenrijk · 
 Sibiu Cycling Tour · 
 Ronde van Wallonië · 
 Ronde van Portugal · 
 Ronde van Denemarken · 
 Ronde van de Ain · 
 Ronde van Burgos · 
 Arctic Race of Norway · 
 Ronde van de Limousin · 
 Ronde van Poitou-Charentes · 
 Wielerweek van Lombardije · 
 Ronde van Groot-Brittannië · 
 Ronde van Gévaudan Languedoc-Roussillon · 
 Eurométropole Tour
Eendaagse wedstrijden

 GP La Marseillaise · 
 Grote Prijs van de Etruskische Kust · 
 Trofeo Palma · 
 Trofeo Ses Salines · 
 Trofeo Serra de Tramuntana · 
 Trofeo Platja de Muro · 
 Trofeo Laigueglia · 
 Ronde van Murcia · 
 Omloop Het Nieuwsblad · 
 Classic Sud Ardèche · 
 GP Lugano · 
 Clásica de Almería · 
 Kuurne-Brussel-Kuurne · 
 La Drôme Classic · 
 Le Samyn · 
 GP Città di Camaiore · 
 Strade Bianche · 
 Roma Maxima · 
 Ronde van Drenthe · 
 Dwars door Drenthe · 
 Nokere Koerse · 
 GP Nobili Rubinetterie · 
 Handzame Classic · 
 Classic Loire-Atlantique · 
 Grote Prijs van Cholet-Pays de Loire · 
 Dwars door Vlaanderen · 
 Route Adélie de Vitré · 
 Volta Limburg Classic · 
 Grote Prijs Miguel Indurain · 
 Ronde van La Rioja · 
 Scheldeprijs · 
 GP Pino Cerami · 
 Klasika Primavera · 
 Parijs-Camembert · 
 Brabantse Pijl · 
 GP Denain · 
 Ronde van de Finistère · 
 Tro Bro Léon · 
 Ronde van Keulen · 
 La Roue Tourangelle · 
 Rund um den Finanzplatz Eschborn-Frankfurt · 
 Ronde van de Somme · 
 ProRace Berlin · 
 Grote Prijs van Plumelec · 
 Boucles de l'Aulne · 
 Ronde van Zeeland Seaports · 
 Trofeo Melinda · 
 GP Kanton Aargau · 
 Ronde van Limburg · 
 Ronde van de Apennijnen · 
 Halle-Ingooigem · 
 Trofeo Matteotti · 
 Prueba Villafranca de Ordizia · 
 GP Industria & Artigianato-Larciano · 
 Ronde van Toscane · 
 Circuito de Getxo · 
 Polynormande · 
 RideLondon Classic · 
 GP Stad Zottegem · 
 Dutch Food Valley Classic · 
 Châteauroux Classic de l'Indre · 
 Druivenkoers Overijse · 
 Ronde van Veneto · 
 Schaal Sels · 
 Memorial Rik Van Steenbergen · 
 Brussels Cycling Classic · 
 GP Fourmies · 
 Ronde van de Doubs · 
 GP Jef Scherens · 
 Coppa Bernocchi · 
 Coppa Agostoni · 
 GP van Wallonië · 
 Ronde van de Drie Valleien · 
 Kampioenschap van Vlaanderen · 
 Memorial Marco Pantani · 
 Grote Prijs Impanis-Van Petegem · 
 GP van Isbergues · 
 GP Industria & Commercio di Prato · 
 Omloop van het Houtland · 
 Duo Normand · 
 Milaan-Turijn · 
 Ronde van Piëmont · 
 Ronde van het Münsterland · 
 Pro Cycling Marathon · 
 Ronde van de Vendée · 
 Memorial Frank Vandenbroucke · 
 Coppa Sabatini · 
 Parijs-Bourges · 
 Ronde van Emilia · 
 GP Beghelli · 
 Parijs-Tours · 
 Nationale Sluitingsprijs · 
 Ronde van Romagna · 
 Chrono des Nations